# پالسیفر (ویسکانسین)
پالسیفر (به انگلیسی: Pulcifer) یک منطقهٔ مسکونی در ایالات متحده آمریکا است که در شهرستان شاوانو، ویسکانسین واقع شده‌است. پالسیفر ۱۳۴ نفر جمعیت دارد و ۲۴۱٫۱ متر بالاتر از سطح دریا واقع شده‌است.